# Conor Coady
Conor David Coady (Liverpool, Inglaterra, 25 de febrero de 1993) es un futbolista británico que juega de defensa en el Wrexham A. F. C. de la EFL Championship.

## Trayectoria

### Liverpool Football Club
Coady es un producto de la Academia Juvenil Liverpool y ha estado con la Academia desde 2005. En la temporada 2010-11, Conor Coady estuvo en el banquillo del primer equipo dos veces, primero en un partido de la Liga Europa contra el Sparta de Praga , y luego en la Liga Premier contra el Birmingham City. Él jugó cada Reserve League y NextGen Series partido en la temporada 2011-12, anotando cinco goles, y también anotó en un partido amistoso de pretemporada contra el Guangdong Sunray Cueva con la selección absoluta en julio de 2011. A pesar de haber sido nombrado en la lista de selección absoluta y ser llamado para el primer equipo de vez en cuando desde 2009, no hizo su debut oficial hasta el 8 de noviembre de 2012 en una Europa League UEFA partido de la fase de grupo contra Anzhi Makhachkala . Después de Andre Wisdom promoción 's como primer equipo a tiempo completo miembro, Conor Coady se instaló como capitán a tiempo completo de la selección sub-21. El 21 de abril, Coady fue suplente en Anfield en la Premier League 2-2 empate contra el Chelsea. El 12 de mayo de 2013 hizo su debut en la Premier League en la victoria por 1-3 contra el Fulham. 
Coady aceptó un acuerdo de préstamo de seis meses con la League One lado Sheffield United en 22 de julio de 2013 afirma que " Brendan [Rodgers] realmente me recomendó que vine aquí, estaba realmente empujar a través del movimiento. Cuando él me hizo saber United fue interesados, explicó que iba a aprender mucho de jugar bajo David Weir ". Coady tarde reveló su "oportunidad de ir a la pretemporada con el Liverpool de Australia y el Lejano Oriente", sin embargo, afirmó que en breve ", ya que sabía lo que estaba pasando, quería unirse a Estados inmediato y conocer a los chicos ". Coady hizo su debut con las cuchillas en el primer partido de la temporada siguiente, que se presenta como un segundo tiempo en un 2 -1 derrota en casa del Notts County.

## Selección nacional

### Categorías inferiores
Ha representado a Inglaterra en la Sub-16 de la derecha a través de Sub-20 de nivel en el que está jugando actualmente. Ha sido internacional en 17 ocasiones para el nacional de Inglaterra sub-17 del equipo de fútbol. Jugó y fue capitán del equipo de Inglaterra en el 2010 Campeonato de Europa Sub-17 de la UEFA de Fútbol de Liechtenstein, donde él y sus colegas de Inglaterra ganó el torneo, y se convirtió en el primer equipo inglés en ganar un torneo internacional en 17 años. Él era entonces parte de la 2012 Campeonato de Europa Sub-19 de la UEFA de fútbol en Estonia en el que Inglaterra llegó hasta las semifinales donde fue eliminado por Grecia. Fue nombrado capitán de la Inglaterra sub-20 por director Peter Taylor para la FIFA Copa Mundial Sub-20 de 2013 . Hizo su debut para el equipo el 16 de junio, en la victoria por 3-0 en un partido amistoso contra Uruguay . El 23 de junio, anotó en el primer partido la fase de grupos contra Irak.

### Absoluta
En agosto de 2020 fue convocado para los partidos de la Liga de Naciones de la UEFA 2020-21 ante Islandia y Dinamarca, debutando ante esta última el 8 de septiembre.
Marcó su primer gol con la selección en un amistoso contra Gales, el 8 de octubre de ese mismo año, que supuso el 2-0. Inglaterra acabó ganando 3-0, siendo los dos otros goles obra de Calvert-Lewin y Danny Ings.

#### Participaciones en Copas del Mundo
| Copa              | Sede  | Resultado        | Partidos | Goles |
| ----------------- | ----- | ---------------- | -------- | ----- |
| Copa Mundial 2022 | Catar | Cuartos de final | 0        | 0     |

## Estadísticas

### Clubes
Actualizado al último partido disputado el 25 de mayo de 2025.
| Club                                     | Div.          | Temporada     | Liga  | Liga  | Copas nacionales | Copas nacionales | Copas internacionales | Copas internacionales | Total | Total |
| Club                                     | Div.          | Temporada     | Part. | Goles | Part.            | Goles            | Part.                 | Goles                 | Part. | Goles |
| ---------------------------------------- | ------------- | ------------- | ----- | ----- | ---------------- | ---------------- | --------------------- | --------------------- | ----- | ----- |
| Liverpool F. C. Inglaterra               | 1.ª           | 2012-13       | 1     | 0     | 0                | 0                | 1                     | 0                     | 2     | 0     |
| Liverpool F. C. Inglaterra               | Total club    | Total club    | 1     | 0     | 0                | 0                | 1                     | 0                     | 2     | 0     |
| Sheffield United F. C. Inglaterra        | 3.ª           | 2013-14       | 39    | 5     | 11               | 1                | —                     | —                     | 50    | 6     |
| Sheffield United F. C. Inglaterra        | Total club    | Total club    | 39    | 5     | 11               | 1                | 0                     | 0                     | 50    | 6     |
| Huddersfield Town A. F. C. Inglaterra    | 2.ª           | 2014-15       | 45    | 3     | 3                | 0                | —                     | —                     | 48    | 3     |
| Huddersfield Town A. F. C. Inglaterra    | Total club    | Total club    | 45    | 3     | 3                | 0                | 0                     | 0                     | 48    | 3     |
| Wolverhampton Wanderers F. C. Inglaterra | 2.ª           | 2015-16       | 37    | 0     | 2                | 0                | —                     | —                     | 39    | 0     |
| Wolverhampton Wanderers F. C. Inglaterra | 2.ª           | 2016-17       | 40    | 0     | 5                | 1                | —                     | —                     | 45    | 1     |
| Wolverhampton Wanderers F. C. Inglaterra | 2.ª           | 2017-18       | 45    | 1     | 3                | 0                | —                     | —                     | 48    | 1     |
| Wolverhampton Wanderers F. C. Inglaterra | 1.ª           | 2018-19       | 38    | 0     | 8                | 0                | —                     | —                     | 46    | 0     |
| Wolverhampton Wanderers F. C. Inglaterra | 1.ª           | 2019-20       | 38    | 0     | 2                | 0                | 17                    | 0                     | 57    | 0     |
| Wolverhampton Wanderers F. C. Inglaterra | 1.ª           | 2020-21       | 37    | 1     | 3                | 0                | —                     | —                     | 40    | 1     |
| Wolverhampton Wanderers F. C. Inglaterra | 1.ª           | 2021-22       | 38    | 4     | 4                | 0                | —                     | —                     | 42    | 4     |
| Wolverhampton Wanderers F. C. Inglaterra | Total club    | Total club    | 273   | 6     | 27               | 1                | 17                    | 0                     | 317   | 7     |
| Everton F. C. Inglaterra                 | 1.ª           | 2022-23       | 24    | 1     | 1                | 1                | —                     | —                     | 25    | 2     |
| Everton F. C. Inglaterra                 | Total club    | Total club    | 24    | 1     | 1                | 1                | 0                     | 0                     | 25    | 2     |
| Leicester City F. C. Inglaterra          | 2.ª           | 2023-24       | 12    | 0     | 5                | 0                | —                     | —                     | 17    | 0     |
| Leicester City F. C. Inglaterra          | 1.ª           | 2024-25       | 22    | 1     | 4                | 1                | —                     | —                     | 26    | 2     |
| Leicester City F. C. Inglaterra          | Total club    | Total club    | 34    | 1     | 9                | 1                | 0                     | 0                     | 43    | 2     |
| Wrexham A. F. C. Gales                   | 2.ª           | 2025-26       | 0     | 0     | 0                | 0                | —                     | —                     | 0     | 0     |
| Wrexham A. F. C. Gales                   | Total club    | Total club    | 0     | 0     | 0                | 0                | 0                     | 0                     | 0     | 0     |
| Total carrera                            | Total carrera | Total carrera | 416   | 16    | 51               | 4                | 18                    | 0                     | 485   | 20    |

## Palmarés

### Títulos nacionales
| Título                        | Club                          | País       | Año     |
| ----------------------------- | ----------------------------- | ---------- | ------- |
| Copa de la Liga de Inglaterra | Liverpool F. C.               | Inglaterra | 2011-12 |
| Football League Championship  | Wolverhampton Wanderers F. C. | Inglaterra | 2017-18 |
| Football League Championship  | Leicester City F. C.          | Inglaterra | 2023-24 |